# Le Val (Doubs)
Le Val – gmina we Francji, w regionie Burgundia-Franche-Comté, w departamencie Doubs. W 2013 roku liczba ludności wynosiła 238 mieszkańców. 
Gmina została utworzona 1 stycznia 2017 roku z połączenia dwóch ówczesnych gmin: Montfort oraz Pointvillers. Siedzibą gminy została miejscowość Pointvillers.